# Hällnäs
Hällnäs is een plaats in de gemeente Vindeln in het landschap Västerbotten en de provincie Västerbottens län in Zweden. De plaats heeft 309 inwoners (2005) en een oppervlakte van 118 hectare. De plaats ligt aan de rivier de Indalsälven.
Vlak buiten Hällnäs ligt een groot sanatorium, dit had in 1926 plaats voor 208 patiënten en werd in verschillende etappes uitgebreid, totdat het sanatorium in 1950, 340 plaatsen had.

## Verkeer en vervoer
Bij de plaats loopt de Länsväg 363.
De plaats heeft een station aan de spoorlijnen Boden - Bräcke en Hällnäs - Storuman.